# 4088 Baggesen
4088 Baggesen је астероид главног астероидног појаса чија средња удаљеност од Сунца износи 2,444 астрономских јединица (АЈ).
Апсолутна магнитуда астероида је 12,5.